# توموتراپی

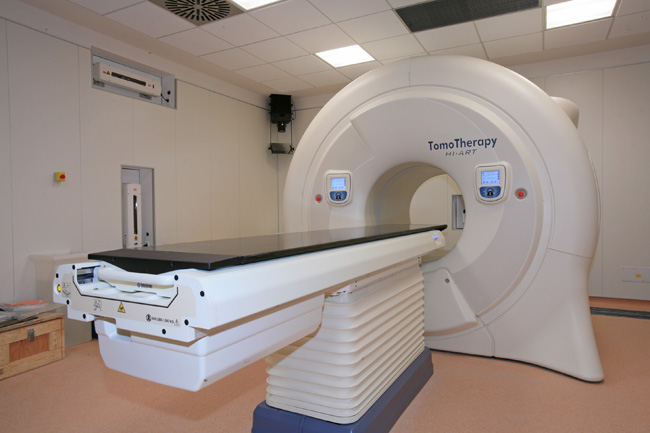
های آرت توموتراپی.

توموتراپی (به انگلیسی: Tomotherapy) جدیدترین نوع پرتودرمانی است.
در این روش پزشکی، به وسیله استفاده از دستگاه توموتراپی بیماری سرطان تا حدودی درمان می‌گردد.
در داخل این دستگاه، یک دستگاه توموگرافی رایانه‌ای و یک شتاب‌دهنده خطی تعبیه شده‌است. این دستگاه را می‌توان به یک دستگاه توموگرافی رایانه‌ای تشبیه کرد که به جای لوله عبور دهنده پرتو ایکس، یک شتاب‌دهنده خطی کوچک پیرامون بیمار می‌چرخد. شدت شتاب‌دهنده خطی با توجه به دستور پزشک تنظیم می‌شود. 
با به‌کارگیری هم‌زمان شتاب‌دهنده خطی و توموگراف رایانه‌ای می‌توان اشعه را فقط به قسمت مورد نظر در بدن بیمار تاباند.